# Пиотрович, Ольгерд Густавович
Ольге́рд Гу́ставович Пиотро́вич (1859—1916) — русский архитектор. Известен как самый плодовитый в Москве строитель доходных домов среднего класса.

## Биография
Младший брат архитекторов М. Г. Пиотровича и В. Г. Пиотровича.
В 1884 году окончил Московское училище живописи, ваяния и зодчества со званием неклассного художника архитектуры. Один из самых плодовитых строителей доходных домов среднего класса в Москве. По проектам О. Г. Пиотровича воздвигнуто более 100 небольших жилых домов на окраинах столицы.
По мнению доктора искусствоведения М. В. Нащокиной, работы О. Г. Пиотровича определили облик Москвы в начале XX века. Дома Пиотровича, не будучи памятниками, имеют большую архитектурную и историческую ценность.
Похоронен на Введенском кладбище (13 уч.).

## Постройки
- перестройка доходного дома купцов Архангельских (1889, Москва, Неглинная улица, 18/1 — Нижний Кисельный переулок, 1/18), ценный градоформирующий объект[3];
- Доходный дом (1897, Москва, Буженинова улица, 15);
- Доходный дом купцов Козновых (1899—1900, Москва, Большой Черкасский переулок, 13 — Новая Площадь, 14/13), ценный градоформирующий объект[3];
- Часовная (1902, ур. Голосово (4 км В с. Новогорбово) Рузский район Московской области), не сохранилась[4];
- Доходный дом (1904, Москва, Большой Лёвшинский переулок, 11);
- Жилой дом (1904, Москва, Озерковская набережная, 16/2), ценный градоформирующий объект[3];
- Доходный дом И. Баскакова (около 1905, Москва, Скатертный переулок, 14);
- Доходный дом (1905, Москва, Ермолаевский переулок, 6);
- Доходный дом (1906, Москва, Большой Козихинский переулок, 8);
- Доходный дом (1906, Москва, Первый Обыденский переулок, 5);
- Доходный дом (1908, Москва, Ермолаевский переулок, 27);
- Доходный дом Баскакова (1908, Москва, Трубниковский переулок, 4);
- Доходный дом (1908, Москва, Филипповский переулок, 16)
- Доходный дом Кузнецова (1909, Москва, Кривоарбатский переулок, 19);
- Доходный дом (1909, Москва, Малая Никитская улица, 29);
- Доходный дом В. В. Баскакова (Баснина) (около 1910, Москва, Улица Большая Молчановка, 17а);
- Доходный дом (1910, Москва, Большой Афанасьевский переулок, 26), снесён в начале 2000-х годов;
- Доходный дом графов Бобринских (1910, Москва, Поварская улица, 10);
- Доходный дом Баскакова (1910, Москва, Дегтярный переулок, 6);
- Доходный дом (1910, Москва, Большой Лёвшинский переулок, 13), не сохранился;
- Доходный дом (1910, Москва, Подсосенский переулок, 19);
- Доходный дом Баскакова (1910, Москва, Скатертный переулок, 5а);
- Доходный дом Тестова (1910, Москва, Большой Харитоньевский переулок, 3/13 — Гусятников переулок, 13/3);
- Доходный дом (1910, Москва, Ермолаевский переулок, 19);
- Доходный дом (1910, Москва, Первый Коптельский переулок, 16);
- Доходный дом Зиминой (1910, Москва, Кропоткинский переулок, 13);
- доходный дом Баскакова (1910, Москва, Малая Никитская улица, 15, стр. 1);
- Доходный дом (1911, Москва, Скатертный переулок, 15);
- Доходный дом Штейна (1911, Москва, Лялин переулок, 8/5);
- Доходный дом (1911, Москва, Первая Брестская улица, 42);
- Доходный дом В. С. Баскакова (1911, Москва, Малый Каковинский переулок, 4);
- Доходный дом В. С. Баскакова (1911, Москва, Малый Каковинский переулок, 6);
- Доходный дом Куликовых (1911—1912, Москва, Большая Полянка, 19);
- Доходный дом Баскакова (1912, Москва, Малая Никитская улица, 15);
- Доходный дом (1912, Москва, Гоголевский бульвар, 11), не сохранился;
- Доходный дом (1912, Москва, Улица Большая Молчановка, 21а);
- Доходный дом братьев Прохоровых (1912, Москва, Фурманный переулок, 7);
- Доходный дом (1913, Москва, Дегтярный переулок, 3);
- Комплекс доходных домов В. Баскакова (1913, Москва, Улица Знаменка, 13, стр. 1, 3, 4)[3];
- Доходный дом (1913, Москва, Пушкарёв переулок, 12), не сохранился;
- Доходный дом (1913, Москва, Просвирин переулок, 13);
- Доходный дом И. С. Баскакова (1913—1914, Москва, Хлебный переулок, 19)[3];
- Доходный дом И. С. Баскакова (1914, Москва, Поварская улица, 26),  памятник архитектуры (региональный)[3];
- Доходный дом Куликовых (1913—1914, Москва, Денежный переулок, 4);
- Доходный дом (1914, Москва, Улица Щепкина, 27).